# هندريك بيكر
هندريك بيكر هو إداري استيطاني ‏ هولندي، ولد في 3 أغسطس 1661، وتوفي في 22 أغسطس 1722.